# Stacy Fuson
Stacy Marie Fuson, född 30 augusti 1978 i Tacoma, Washington, USA, är en amerikansk fotomodell och skådespelerska. Hon utsågs till herrtidningen Playboys Playmate of the Month för februari 1999.